# Ángel Roberto Beltrán
Ángel Beltrán fue un futbolista argentino que se desempeñaba como Back izquierdo, Su primer equipo fue Central Córdoba (Santiago del Estero) de su ciudad natal. Alcanzó su notoriedad en el Club Atlético Lanús durante los años 1953-1960

## Trayectoria
Ángel Beltran nació en Santiago del Estero y comenzó su carrera futbolística en Central Córdoba, en 1953,  El Club Atlético Lanús se lo compra al equipo santiagueño y en agradecimiento le manda un conjunto de camisetas granates. (de ahí vendría el origen del color de la tercera camiseta del ferroviario que usa hasta el dia de hoy). En el estadio Único Madre de Ciudades hay un homenaje a Ángel Beltrán con su foto, junto a otros futbolistas destacados nacidos el Santiago del Estero.
En el granate fue donde más destacaria durante la década del 50, jugando un total de 154 partidos, fue campeón con Lanús en la Copa Juan Domingo Perón 1955 y subcampeón de Primera División 1956.
Culminaría su carrera en Union de Santa Fe en los años 1961-1962, disputando un total de 47 encuentros.
Su hijo, Lito Beltrán, también se desempeñó como futbolista en los años 70 y 80, En clubes como Lanús, Huracán 

## Palmarés

### Títulos nacionales
| Título                              | Club                | País      | Año  |
| ----------------------------------- | ------------------- | --------- | ---- |
| Copa Competencia Juan Domingo Perón | Club Atlético Lanús | Argentina | 1955 |

### Títulos amistosos
| Título                                               | Club                | País       | Año  |
| ---------------------------------------------------- | ------------------- | ---------- | ---- |
| Trofeo Ricardo Saprissa                              | Club Atlético Lanús | Costa Rica | 1956 |
| Trofeo Otto Fallas                                   | Club Atlético Lanús | Costa Rica | 1956 |
| Trofeo de la Asociación de Periodistas de Costa Rica | Club Atlético Lanús | Costa Rica | 1956 |
| Trofeo Tabacalera Mexicana                           | Club Atlético Lanús | México     | 1957 |